# 살팀보카
살팀보카(이탈리아어: saltimbocca 혹은 saltinbocca)는 이탈리아어로 "입으로 뛰어든다"라는 뜻을 지닌 것으로서 이탈리아 전역, 스위스 남부, 스페인, 그리스 등지에서 대중적인 음식이다. 대개는 닭고기나 돼지고기를 프로슈토와 함께 요리한다. 세이지를 넣으며 포도주나 올리브기름, 소금물을 넣어 요리하기도 하며 이는 지역에 따라 다르다.
가장 유명한 형태의 살팀보카는 로마식 살팀보카(saltimbocca alla Romana)로 밀라노 동쪽의 브레시아에서 유래한 것으로 추측되기는 하지만 로마식으로 불리고 있다. 버터와 포도주로 요리한 것으로 햄이나 프로슈토 고기를 말아서 내놓는 형태를 띤다. 콜린 매컬로의 연예소설 《가시나무새들》에서는 여성 주인공 매기의 딸 저스틴이 바티칸 시국에서 동생 데인의 독일 친구 라이너와 처음 만났을 때 먹었던 음식으로, 저녁밥을 같이 먹으며 친해진 저스틴과 라이너는 애인으로 발전한다.

## 참고 문헌
- Il nuovo Cucchiaio d'Argento, 5th ed.(1959), Vera Rossi Lodomez, Franca Matricardi, Franca Bellini, Renato Gruau.
- Larousse Gastronomique, 2001 English Ed., Publisher: Hamlyn, ISBN 0-600-60235-4